# Самбірський район
Самбірський район (Самбірщина) — район у Львівській області України, реформований 2020 року. Адміністративний центр — місто Самбір.

## Географія
Самбірський район розташований у південно-західній частині Львівської області, на заході його межа збігається з державним кордоном України з Республікою Польща. Його сусідами є: з півночі Яворівський район, з південно-східної сторони Львівський, зі східної — Дрогобицький і Стрийський райони, з південного і південно-західної сторони Мукачівський і Ужгородський райони Закарпатської області. Площа району становить 324,7 тисяч гектарів.
Південна частина району розташована в передгір'ї Карпат, а північна частина — географічна зона Українських або Лісистих Карпат. Гірську систему Карпат на Самбірщині утворюють: Верхньодністровські Бескиди (у верхній течії Дністра), Сколівські Бескиди та Верховинський Вододільний Хребет, на якому біля с. Верхнє Гусне красується найвища гора Львівщини — Пікуй (1408 м н. р. м.). У селі Вовче на південно-західному схилі Розлуцького хребта на висоті 760 м, в урочищі «Старе поле», бере свій початок одна з найбільших річок України — Дністер.
Територія району вкрита густою сіткою річок, які належать до басейну Дністра та Вісли, такі як: Дністер, Стрий, Вирва, Вишня, В'яр, Черхавка, Стрв'яж, Турянка, Ростоки, Кам'яний, Яглина, Яблунька, Либухівка, Мшанець, Яблунка, Шлямувка, Перева, Бердо, Лучний.

## Історія

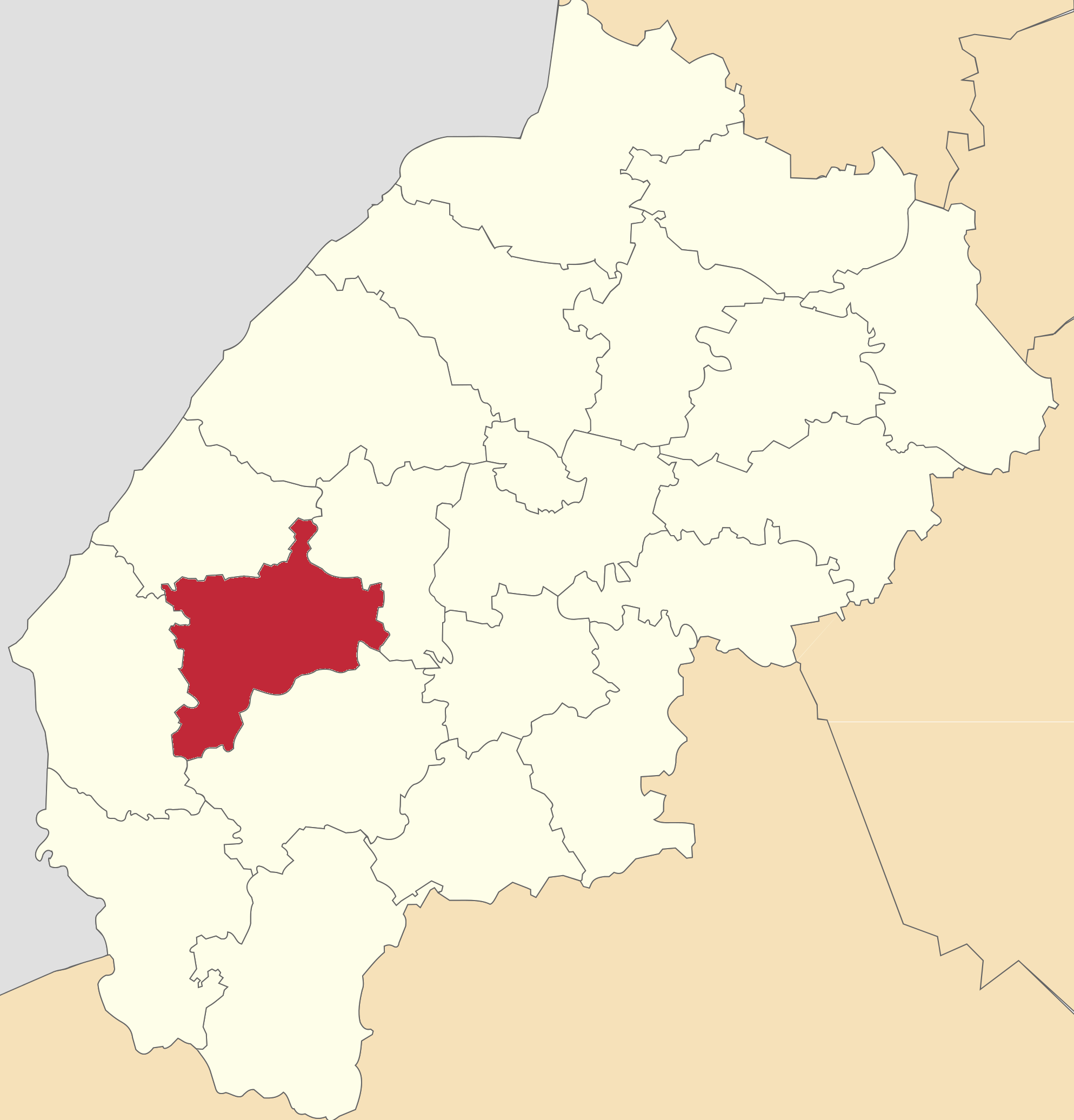
Самбірський район (1940—2020)

Район створено відповідно до постанови Верховної Ради України № 807-IX від 17 липня 2020 року. До його складу ввійшли: Самбірська, Рудківська, Добромильська, Новокалинівська, Старосамбірська, Турківська, Хирівська міські, Боринська селищна, Бісковицька, Ралівська, Стрілківська сільські територіальні громади.
Раніше територія району входила до складу Самбірського (1940—2020), Турківського, Старосамбірського районів, ліквідованих тією самою постановою.
Самбірський район у сучасних межах створено відповідно до Постанови Верховної Ради України від 17 липня 2020 року «Про утворення та ліквідацію районів».
Перші вибори  депутатів Самбірської районної ради відбулися 25 жовтня 2020 року відповідно до Постанови ЦВК від 14.08.2020 року № 176
На території району знаходяться два пункти пропуску через державний кордон: Хирів-Кросьценко (залізничний) та Смільниця-Кросценко (автомобільний).

## Передісторія земель району
У 1340 році Самбірщину, як і всю Галичину, завоювали польські феодали на чолі з королем Казимиром III. Остаточно ці давньоруські землі відійшли до Польщі лише в 1387 році після короткочасного їх перебування в складі Угорського королівства. У складі польської держави колишня Самбірська волость, яка була княжою власністю, стала одним їх чотирьох повітів Перемишльської землі Руського воєводства і приватною власністю польських королів і магнатів.
У 1387 році власником Самбірщини (території між Добромилем і Стриєм) став магнат Спитко Мальштинський. Цей маєток йому дістався від короля як подарунок за військові заслуги під час загарбання давньоруських земель. У 1390 році Самбір — колишній Погонич отримав магдебурзьке право і в тому самому році поруч зі старим містом (зі східного боку), на низькому відкритому пагорбі почали будувати нове місто на зразок західноєвропейських готичних міст.
У період національно-визвольних змагань Самбірщина була свідком створення Української Головної Визвольної Ради. Саме на лісничівці в с. Сприня 11-14 липня 1944 року пройшов історичний Великий Збір УГВР, на якому були прийняті Тимчасовий устрій, Платформа, Універсал УГВР. Президентом Української Головної Визвольної Ради було обрано Кирила Осьмака.

## Адміністративний поділ
До складу Самбірського району входять 11 територіальних громад.
У районі є 286 населених пунктів, з них 7 міст, 4 селища міського типу і 275 сіл. Міста: Самбір, Старий Самбір, Турка, Рудки, Добромиль, Хирів та Новий Калинів.
Селища міського типу: Бориня, Дубляни, Нижанковичі та Стара Сіль.

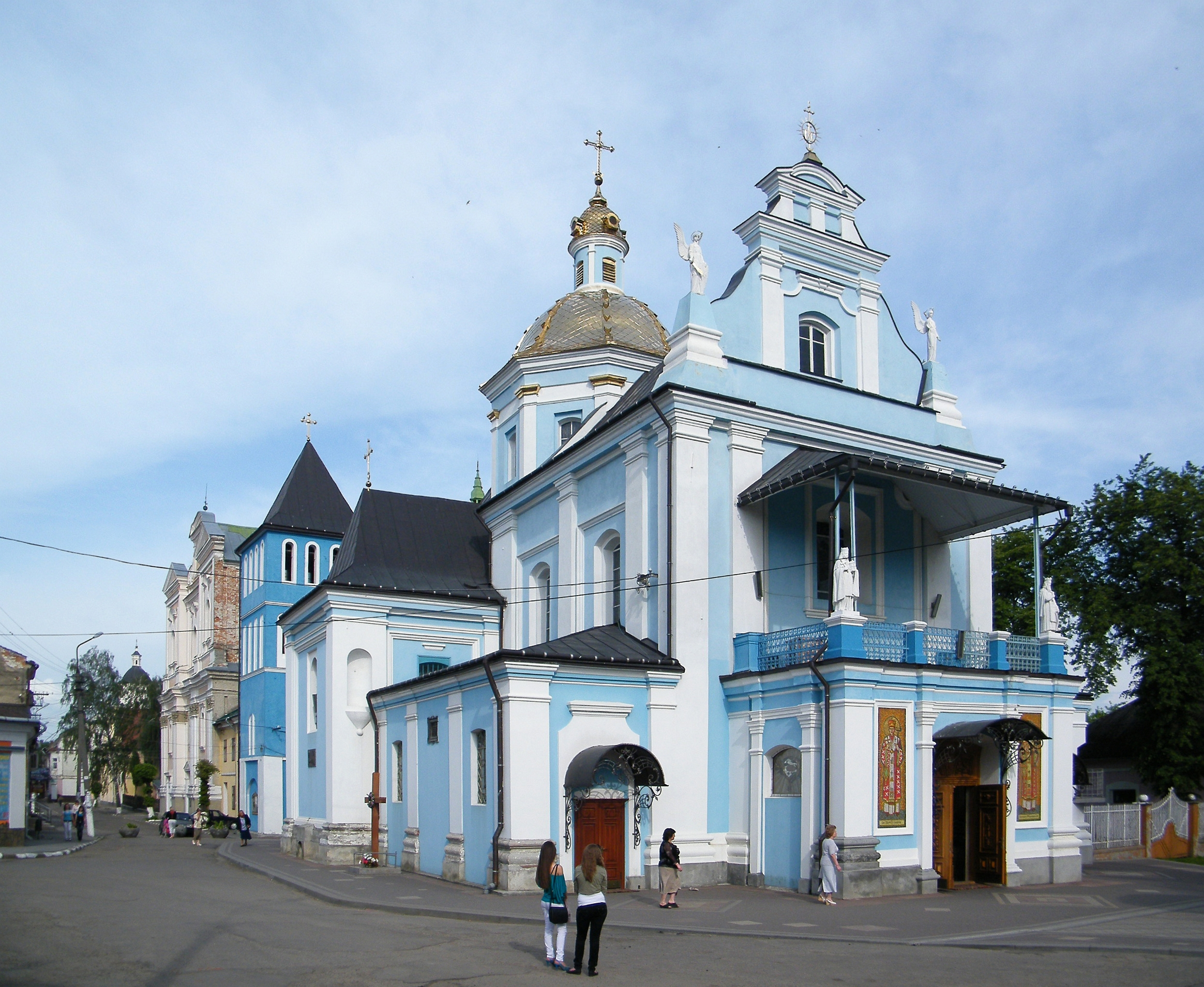
Церква Різдва Пресвятої Богородиці

| №  | Територіальна громада                       | Тип      | Населення (2024) | Площа | Адмінцентр громади |
| -- | ------------------------------------------- | -------- | ---------------- | ----- | ------------------ |
| 1  | Самбірська міська громада                   | міська   | 40,195           | 42,2  | Самбір             |
| 2  | Добромильська міська громада                | міська   | 20,989           | 293,9 | Добромиль          |
| 3  | Новокалинівська міська громада              | міська   | 14,690           | 252,1 | Новий Калинів      |
| 4  | Рудківська міська громада                   | міська   | 26,376           | 302,8 | Рудки              |
| 5  | Старосамбірська міська громада              | міська   | 22,537           | 335,8 | Старий Самбір      |
| 6  | Турківська міська територіальна громада     | міська   | 23,844           | 398,8 | Турка              |
| 7  | Хирівська міська територіальна громада      | міська   | 16,499           | 218,0 | Хирів              |
| 8  | Боринська селищна територіальна громада     | селищна  | 24,303           | 638,0 | Бориня             |
| 9  | Бісковицька сільська територіальна громада  | сільська | 18,685           | 215,8 | Бісковичі          |
| 10 | Ралівська сільська територіальна громада    | сільська | 13,990           | 229,3 | Ралівка            |
| 11 | Стрілківська сільська територіальна громада | сільська | 14,470           | 320,4 | Стрілки            |

## Релігія
У районі багато пам'яток сакрального мистецтва. Тут є сотні дерев'яних та мурованих церков. До найбільш відомих належать костел Івана Хрестителя (1530 р.), костел Святого Станіслава Бернардинського монастиря (органний зал) будинок колишньої Єзуїтської колегії в м.Хирів, коледж культури і мистецтва в м. Самборі два василіанські монастирі Святого Онуфрія в м. Добромилі та с. Лаврів.
У Добромильському монастирі отців Василіан Андрей Шептицький склав свої перші чернечі обіти.

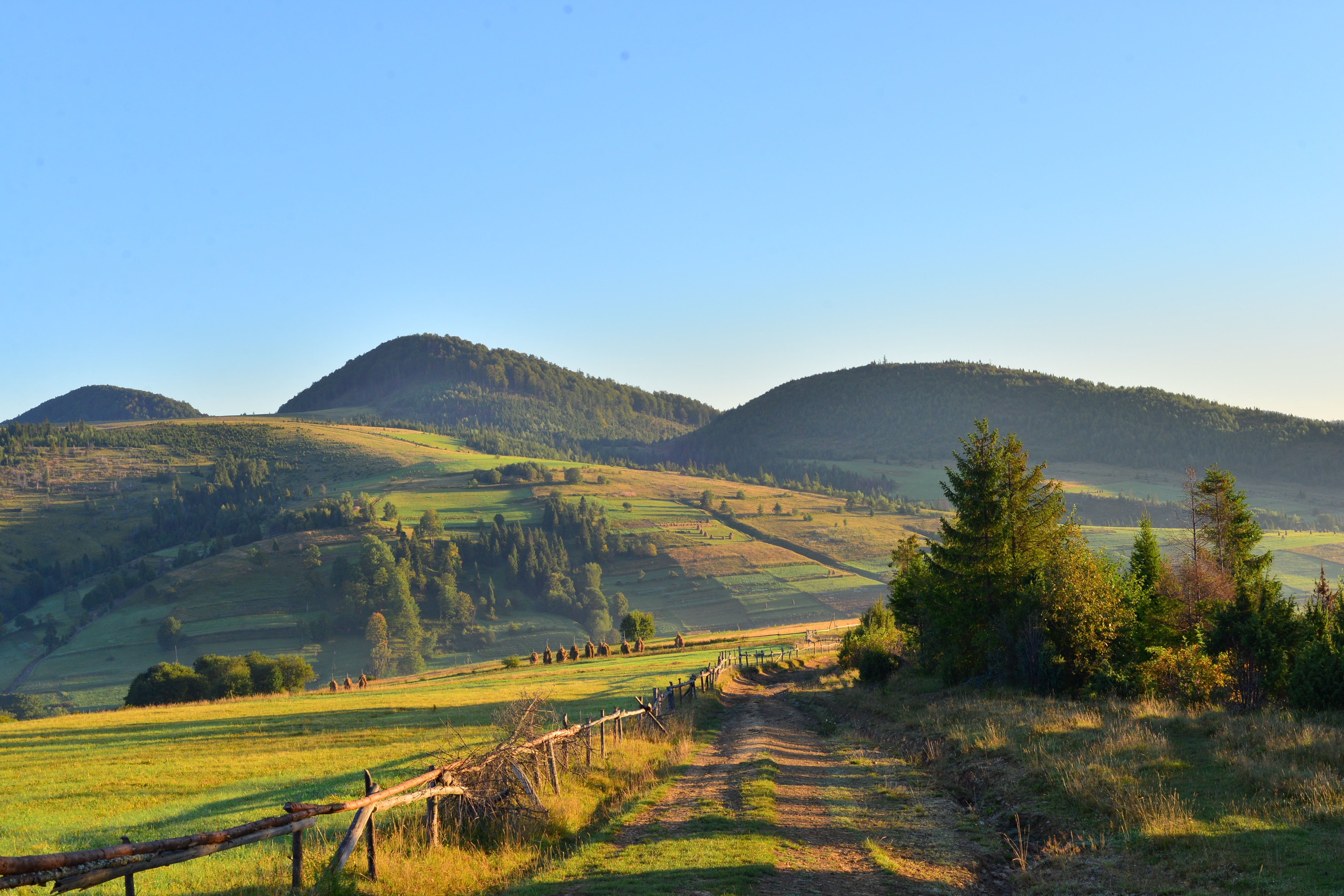
Краєвид Карпат, поблизу села Карпатське

## Природоохоронні об'єкти
На території району знаходяться два національні природні парки «Бойківщина» та «Королівські Бескиди» (є наймолодшим природнім парком в Україні, створений в листопаді 2020 року) та два регіональні ландшафтні парки — «Верхньодністровські Бескиди» і «Надсянський», а також частина національного природного парку «Сколівські Бескиди».

## Спорт
У 2006 році недалеко від залізничної станції Сянки в с. Яворів було створено одну з найбільших спортивних баз України та Європи — «Західний реабілітаційний спортивний центр» Національного комітету спорту інвалідів України. Спортивна база є унікальним сучасним об'єктом з реабілітації та підготовки спортсменів, зокрема з інвалідністю із зимових видів спорту.

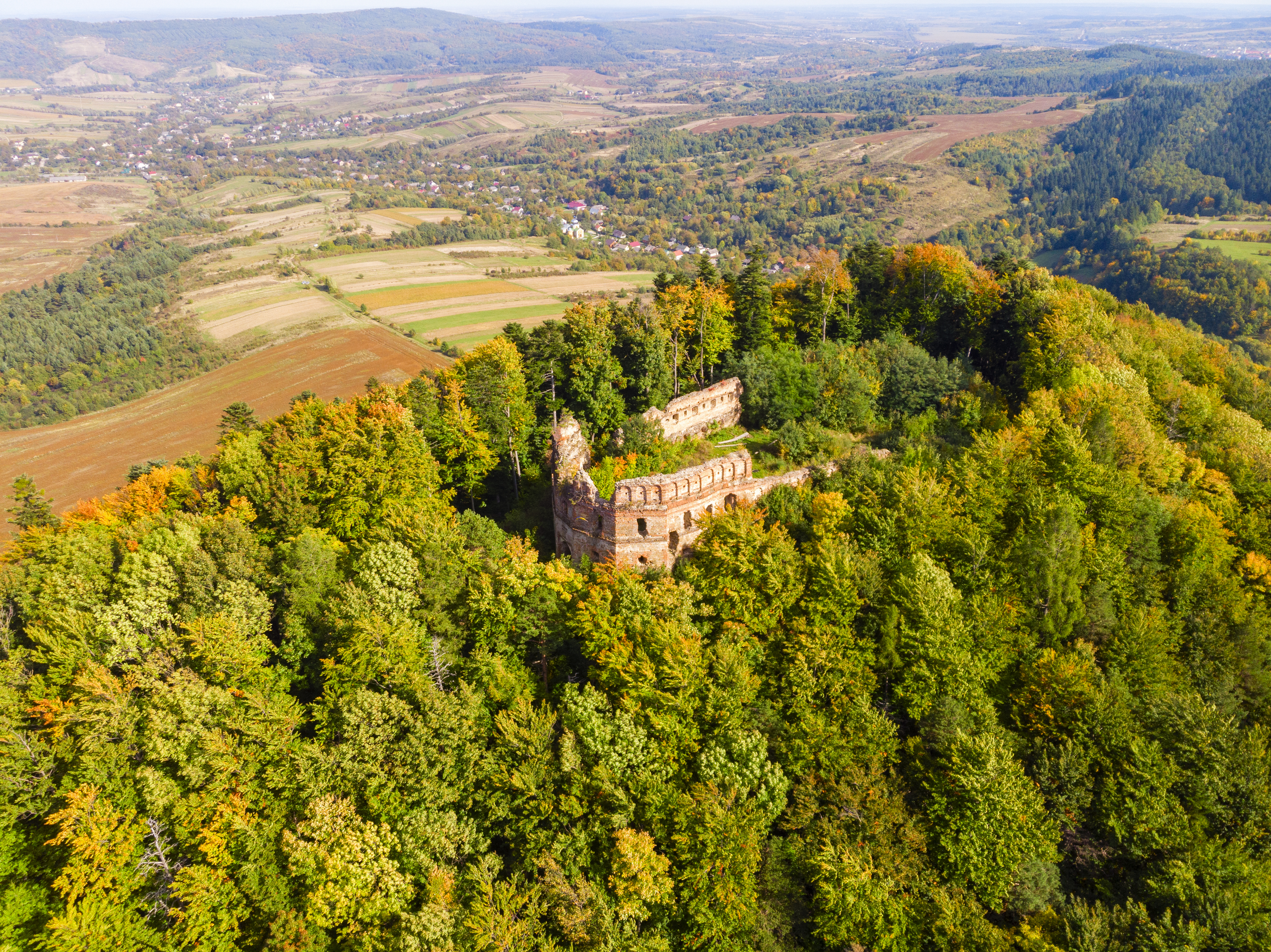
Замок Гербуртів

## Туристичні локації району
Самбірщина є туристичним регіоном з багатою природою, великим історичним та культурним спадком. Туристичною цікавинкою є руїни замку Гербуртів на Сліпій горі біля Добромиля та будівлі ратуші в Самборі і Добромилі, які є пам'ятками архітектури і будівля ратуші у Рудках.

## Відомі осоюистості
Із Самбірщиною пов'язано багато відомих історії особистостей: родом із села Кульчиці гетьман України Петро Конашевич-Сагайдачний, Юрій Кульчицький — герой турецьких воєн, який урятував Відень від турецької облоги і став першим у Європі засновником кав'ярень, зокрема у Львові. У 2010 році в Кульчицях було споруджено пам'ятник Юрію Кульчицькому. Григорій Самбірчик — талановитий вчений і поет, визначний культурний діяч свого часу; відомий український маляр Федуско; відомий вчений, вихованець Києво-Могилянської академії, викладач Московської Слов'яно-греко-латинської академії Павло Конюшкевич; із Самбірщиною тісно пов'язане ім'я українського генія — Івана Франка. Сузір'ям яскравих імен, серед яких актори Лесь Курбас, Омелян і Теофіла Бачинські, оперний співак Олександр Носалевич, видатний вчений — Філарет Колесса, засновники Товариства і музею «Бойківщина»: Володимир Гуркевич, Володимир Кобільник, Іван Филипчак, Михайло Скорик, Антон Княжинський, політичні і державні діячі в уряді ЗУНР: секретар (міністр) внутрішніх справ Іван Макух, секретар (міністр) земельних справ Всеволод Ріпецький, ознаменувався Самбір кінця ХІХ — початку XX століття.
На Самбірщині мешкали знамениті бойківські громадсько-культурні діячі та священики — о. Іван Яворський, о. Михайло Зубрицький, о. Юліан Татомир-Сас та о. Юрій Кміт.
У 1853 році в с. Смерічка працював композитор, автор Гімну України о. Михайло Вербицький.